# Eilif Armand
Eilif Armand, född Andreassen den 18 mars 1921 i Bergen, död 28 november 1993 i Bergen, var en norsk skådespelare och litteraturkritiker.

## Biografi
Armand debuterade 1946 på Den Nationale Scene i Bergen i rollen som Jesus i Nordahl Griegs Barabbas. Han var engagerad vid Den Nationale Scene fram till och med 1956. Därefter följde engagemang vid Rogaland Teater 1956–1958 och vid Nationaltheatret 1958–1975. Från 1975 var han åter verksam vid Den Nationale Scene. Armand ansågs vara en allsidig skådespelare och spelade dramer av William Shakespeare, Ludvig Holberg, Henrik Ibsen, Bjørnstjerne Bjørnson, men även samtida pjäser och politisk gruppteater.
Vid sidan av teatern verkade han som filmskådespelare. Han debuterade 1951 i Astrid Henning-Jensens Ukjent mann. Till hans viktigare filmroller räknas Birger i Knut Andersens Marikens bryllup (1972) och Skogman i Hans Otto Nicolayssens Kärlekens färjeturer (1979).
Han utgav 1951 den komiska lyrikboken Ingen blir klok av skade. Han var även lyrikkritiker i flera tidningar och tidskrifter. Från 1974 var han fast lyrikkritiker i Bergens Tidende.

## Familj
Eilif Armand var son till förrättningsmannen Sverre Andreassen (1894–1975) och Maggi Sørensen (död 1922). Han var från 1944 gift med Elisabeth Dingen (1923–2017). Han är far till döttrarna Frøydis Armand, Merete Armand och Gisken Armand, alla skådespelare, samt dottern, förskolelärararen och författaren Yngvil Armand.

## Filmografi i urval
- 1951 – Ukjent mann
- 1961 – Hans Nielsen Hauge
- 1972 – Marikens bryllup
- 1979 – Kärlekens färjeturer
- 1981 – Förföljelsen
- 1996–1997 – Mot i brøstet (TV-serie) (postumt)